# 谷万太郎

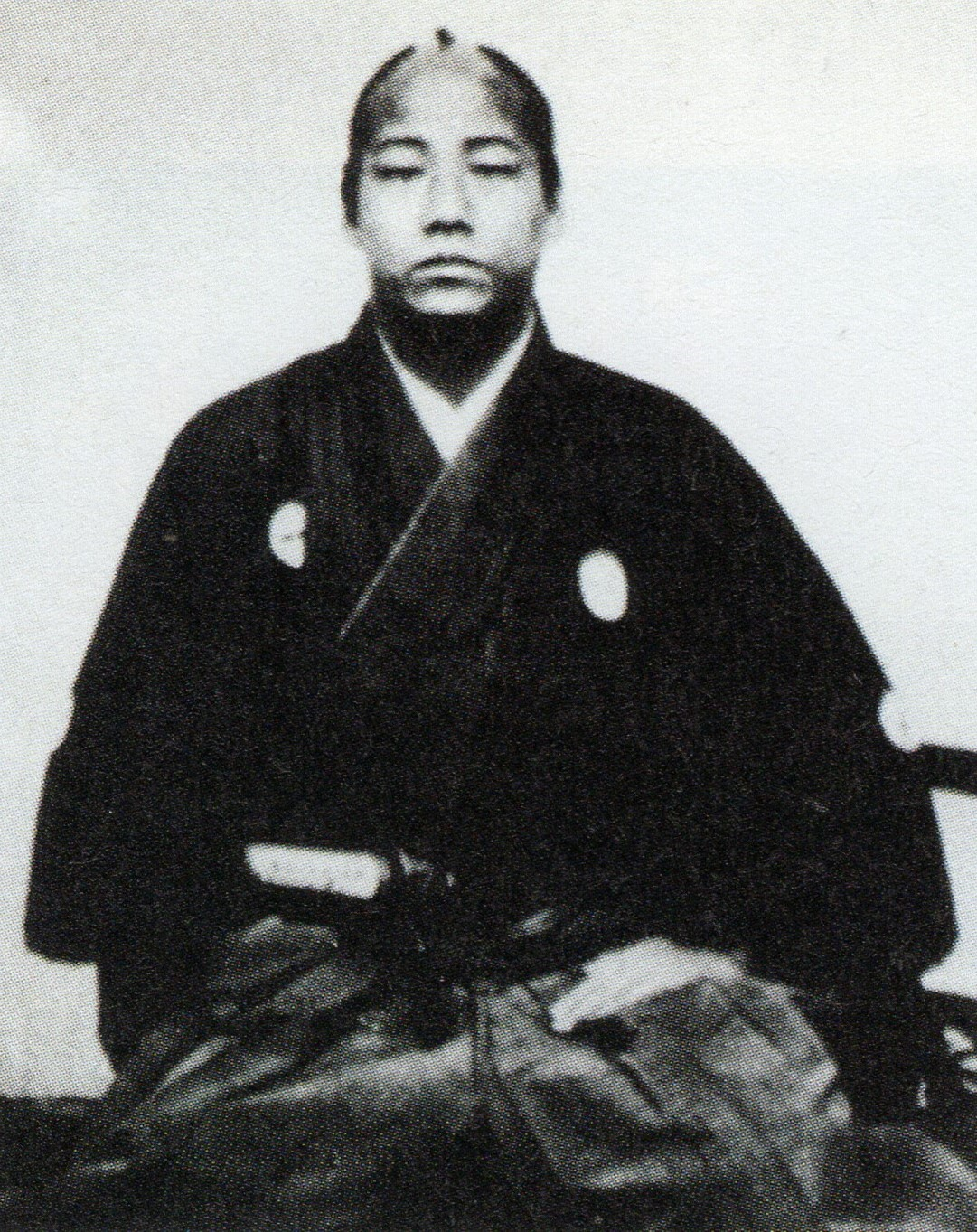
谷万太郎

谷 万太郎（たに まんたろう、天保5年12月3日（1835年1月1日） - 明治19年（1886年）6月30日）は、新選組隊士。幼名は万吉。兄は谷三十郎、弟に谷周平。

## 生涯
天保5年（1835年）、備中松山藩士（旗奉行、120石・役料20石）・谷三治郎供行の二男として備中松山に生まれる。幼少期より父から武術を学ぶ。
安政3年（1856年）10月頃、不祥事案により谷家は断絶となると、兄・三十郎と共に故郷を出奔する。公卿中山家の侍医・岩田文碩の食客となり、その娘・スエを娶って大坂南堀江町で道場を開く。
1863年9月頃、新選組に加盟する。池田屋事件では近藤隊に属し、報奨金20両を賜る。同年12月の編成では二番組に属している。大坂でのぜんざい屋事件では、兄・三十郎や阿部十郎らとともに大利鼎吉を討った。主に大坂に駐屯して大坂屯所の長を務めたものの、京都の本隊とは別行動をとることが多く、兄・三十郎の死後には新選組を離脱したものと思われる。
明治維新後も大坂で町道場を経営した。西南戦争時には、大阪府知事渡辺昇の推薦によって一時は抜刀隊の長に擬せられている。のちに道場経営に失敗し、商家の用心棒をしながら余生を過ごした。のち、妻スエと離婚して愛人の吉村たみと同棲。
明治19年（1886年）、食道ガンのため大阪にて死去。享年51。墓所は、大阪市北区の本傳寺。

## 備考
- 道場の弟子に阿部十郎がいる。
- 明治維新後、篠原泰之進と交流を持っている。篠原は新撰組入隊前も万太郎の道場にしばらく滞在した。
- 武術として種田流槍術、直心流剣術を使った。
- 司馬遼太郎の『新選組血風録』（およびその最初のテレビドラマ版）では、三十郎と周平は親子とされ、万太郎自身は登場しない。